# Marina Ilie
Marina Alexandra Ilie (n. 11 ianuarie 2001, București) este o jucătoare profesionistă de handbal din România. În prezent, ea evoluează la clubul SCM Gloria Buzău pe postul de extremă stângă.

## Biografie
Marina Ilie a început să joace handbal la Clubul Sportiv Școlar nr. 6 din București, având-o ca profesoară pe Ileana Morari. Înainte de a ajunge la SCM Gloria Buzău, ea a mai evoluat apoi la CS Rapid București, CS Dacia Mioveni 2012 și CS Măgura Cisnădie.
Ilie a fost selectată la echipa națională pentru junioare a României, cu care s-a clasat pe locul 7 la campionatul european din 2017, respectiv pe locul 9 la campionatul mondial din 2018, și la echipa națională pentru tineret, cu care nu a jucat însă în competițiile europene sau mondiale.
În 2017, Ilie a făcut parte din echipa olimpică de junioare a României care a cucerit medalia de bronz la Festivalul Olimpic al Tineretului European, desfășurat la Győr, în Ungaria.

## Palmares
- FOTE:
  -  Medalie de argint: 2017

- Liga Națională:
  -  Câștigătoare: 2022